# Alonso Ibarrola
José Manuel Alonso Ibarrola (San Sebastián, Guipúzcoa, 24 de mayo de 1934- Madrid, 19 de marzo de 2025) fue un escritor y periodista español. Firmaba sus libros y reportajes con sus dos apellidos solamente.

## Biografía
Nació en San Sebastián el 24 de mayo de 1934. Tras finalizar en Madrid sus estudios de Derecho y Periodismo, realizó prácticas en el diario La Voz de España (San Sebastián). Tras obtener el título de periodista en 1957, rechazó un puesto en dicho diario ante su negativa a afiliarse al Movimiento Nacional, ya que pertenecía a la prensa del Movimiento.  El año 1959 inició su carrera periodística como free lance. Recorre París, Milán, Roma y Nápoles, enviando reportajes al semanario Gaceta Ilustrada. Entrevistó al poeta Salvatore Quasimodo el mismo día en que le concedieron el Nobel de Literatura y también al escritor y guionista Cesare Zavattini en Roma, que tanto ha influido en su obra literaria. En 1960 pasó a trabajar en el diario de Bilbao La Gaceta del Norte.
El año 1961 aparece su primer libro –“Depetris”-, que no encontró editor y cuya edición sufragó personalmente. Obtuvo una crítica excepcional. Éste fue el inicio de una carrera literaria, dedicada a los relatos cortos, que habría de durar 30 años, hasta 1991. La crítica le ha consagrado como uno de los escritores humoristas más originales de la segunda mitad del siglo XX. El, ya fallecido, escritor y periodista, Eduardo Haro Tecglen en un comentario aparecido en El País el 27 de enero de 2001, lo consideró un autor “casi clandestino” y el humorista viviente que más le gustaba junto a Elvira Lindo, comparándolo a los “grandes” Jardiel Poncela, Wenceslao Fernández Flórez, Tono, Mihura, Edgar Neville o López Rubio.
En 1962 se trasladó a Madrid con el propósito de dirigir un gran semanario gráfico, Hoy día, que finalmente no llegó a publicarse por falta de financiación. En su proyecto figuraba el joven periodista Manu Leguineche que había iniciado una vuelta al mundo con el propósito de enviar semanalmente sus impresiones. La revista no salió, pero Leguineche continuó su viaje y terminaría escribiendo su famoso libro “El camino más corto”. 
Tras esta desilusión se dedicó al mundo de la publicidad como redactor publicitario hasta que tuvo la oportunidad de dirigir el semanario España Económica, que el Gobierno franquista clausuró inesperadamente en año 1971. Un año más tarde dirigió el semanario Mundo Joven, que la empresa, dos años más tarde, decidió cerrar al considerarlo “excesivamente radical”. Su última portada estaba dedicada a las canciones de la Revolución Cultural china. En 1975 asumió la dirección de la revista de economía Contrapunto, que desapareció en 1976, tras haber convencido a su dueño, Jesús de Polanco de la inviabilidad de la misma.
Su trayectoria experimentó entonces un cambio radical y decidió dedicarse a la crítica televisiva en dos semanarios líderes del mercado de prensa televisiva: Teleprograma y Supertele, de las que fue subdirector y director, respectivamente. Hizo muy popular la sección, “El defensor del telespectador” en ambas. 
Posteriormente, colaboró en el desaparecido diario Ya, de Madrid donde firmó durante tres años la columna “Yo, teleadicto”, hasta que un día, cansado y frustrado por lo que consideraba una labor inútil, arrojó el televisor a un contenedor de basura.[cita requerida] Lo comunicó a los alumnos de la Universidad Complutense de Madrid en un Simposio, donde fue presentado como “decano de los críticos de TV españoles”. Por esta condición, Televisión Española le entrevistó con motivo del cincuentenario del Ente para abrir la serie de entrevistas que a lo largo del año 2006 aparecieron en la pequeña pantalla. 
A partir de 1994, se dedicó de lleno a la literatura de viajes, colaborando en revistas como: Viajar, Geo, Tiempo, Grandes Viajes, Viajes y Vacaciones, Elle, Vogue, etc. y diarios como El País, La Vanguardia, Expansión, El Correo Español, El Mundo, El Diario Vasco, y el mencionado diario Ya. 
Obtuvo tres veces el Premio Francia de Turismo y la “Medaille d’Argent du Tourisme”, por su contribución a un mejor conocimiento de Francia. Ganador del II Premio Periodístico Descubrir Italia, otorgado en 2006. En enero de 2008, en la FITUR celebrada en Madrid, le fue concedido un trofeo honorífico por su aportación al mejor conocimiento de Tahití y sus islas. Ha formado parte del Jurado del Premio de Periodismo y Fotografía “Tahití y sus letras”.

## Obras

### Publicaciones literarias
- Depetris (Historias del tren), 1ª edición con ilustraciones de Eduardo Maturana (San Sebastián, 1961).
- Historias para burgueses (prólogo de Cesare Zavattini), Ed Fundamentos, Madrid, 1971.
- Los dos libros de Alonso Ibarrola (Depetris e Historias para burgueses), Ed. Fundamentos, Madrid, 1973.
- Florecillas para ciudadanos respetuosos con la ley (prólogo de Eduardo Tijeras), Colección La fontana literaria, Ed. Felmar, Madrid, 1975.
- Por mi grandísima culpa (novela), Ed. Fundamentos, Madrid, 1988.
- Antología de humor (1961-1991), Ed. Fundamentos, Madrid, 1994.
- No se puede decir impunemente "te quiero" en Venecia (relatos breves, muy breves, brevísimos), Edición a cargo de María Isabel Valcárcel-Villar. Prólogos de María Isabel Valcárcel-Villar, Alejandro Fernández Pombo y Cesare Zavattini .Madrid, 2010

### Biografías
- Eduardo Ducay: cine, memoria y contexto, Edición no venal, Gobierno de Aragón, Zaragoza, 2007.
- Cesare Zavattini: medio siglo en mi memoria, Madrid 2009.

### Libros de viajes
- Italia mía, Edición ENIT, Barcelona, 1983.
- Nápoles Ediciones Destino, colección Las Ciudades, Barcelona, 1989.
- San Sebastián Ediciones Anaya, Madrid, 1992 (Traducida a la lengua francesa).
- Guía de Italia. Guía de Venecia. Guía de Florencia Adaptaciones al español, para Editorial El País-Aguilar, Madrid, 1995.
- París Guiarama Compac y en Espiral. En colaboración con Elisa Blanco Barba. Editorial Anaya Touring Club. Madrid, 2010.
- Tahití y sus islas. Editorial Vision Libros. Madrid, 2010.
- Viajes para mitómanos Editorial Laertes, Barcelona, 2011
- Italia. Guiarama Compac. En colaboración con Elisa Blanco Barba. Editorial Anaya Touring Club. Madrid, 2012.

### Prólogos
- Volvoreta de W. Fernández Flórez, Biblioteca Básica Salvat, Barcelona, 1970.
- Milagro en Milán y otras narraciones de Cesare Zavattini, Ed. Fundamentos, Madrid, 1983.
- Diario de cine y vida de Cesare Zavattini. Ediciones de la Filmoteca IVAC, Valencia, 2002.

### Traducciones
- Giovinezza giovinezza de Luigi Petri, Plaza y Janés, Barcelona, 1967.
- El caballo de Herbelau de Jean Husson, Plaza y Janés, 1967.
- El eclipse, La noche, El desierto rojo (1967) y Las amigas, La aventura, El Grito de Jean Husson, Plaza y Janés, 1967., de Michelangelo Antonioni, Alianza Editorial, Madrid, 1968.

### Guiones
- Playa insólita de Javier Aguirre. Coguionista. I Premio del IX Festival Internacional del Film Cómico y Humorístico de Bordighera (Italia, 1964)
- Domingo de Bonechea (Serie de TV “Los vascos en América”), Euskal Telebista, 1992.

### Relatos en antologías
- In treno, en Umoristi di tutto il mondo (a cura de Giambattista Vicari), Rizzoli Editore, Milano, 1963.
- Naufragio, "Un desembarco", "Robinson", "El donante", en Manifiesto español o una antología de narradores, edición de Antonio Beneyto, Ediciones Marte, Barcelona, 1973.
- Ataque masivo en Dos veces cuento (Antología de microrrelatos, Edición de Joseluis (sic) González, Ediciones Internacionales Universitarias, Madrid, 1998.
- Ataque masivo en Ojos de aguja (Antología de microcuentos), Círculo de Lectores, Edición de José Díaz, Barcelona, 2000.
- Robinson" (pág. 199), en Rumores de mar, prólogo de José María Merino, selección de Viviana Paletta y Javier Sáez de Ibarra, Ed. Páginas de Espuma, Madrid, 2000.
- La residencia (pág. 185), en Cuentos de hijos y padres, prólogo de D. Muñoz Valenzuela, selección de Viviana Paletta y Javier Sáez de Ibarra, Ed. Páginas de Espuma, Madrid, 2001.
- Educación sexual (pág. 84), en Por favor, sea breve, edición de Clara Obligado, Ed. Páginas de Espuma, Madrid, 2001.
- En el tren, en Cuentos de Trenes, prólogo de Julio Llamazares, selección de Viviana Paletta y Javier Sáez de Ibarra, Ed. Páginas de Espuma, Madrid, 2000.
- En la piscina, en Cuentos Olímpicos, prólogo de Néstor Ponce, selección de Viviana Paletta y Javier Sáez de Ibarra. Ed. Páginas de Espuma, Madrid, 2004.
- La aparición" y Aparición, en Grandes minicuentos fantásticos, selección de Benito Arias García. Alfaguara, Madrid, 2004.